# Săiți, Căușeni
Săiți este un sat din raionul Căușeni, Republica Moldova. A fost atestat documentar pentru prima oară în 1817.

## Dicționarul Geografic al Basarabieide Zamfir Arbore
Saițul, sat mare, în jud. Bender, volostea Căușenii-Noi, așezat în valea Saițului. Pozițiunea geografică: 46°30' lat., 27°4' long. Are 241 case, cu o populațiune de 1439 suflete, țăranii români; 428 vite mari comute, 69 cai, 420 oi. Împrejurul satului sunt vii și grădini.

## Demografie

### Structura etnică
Structura etnică a localității conform recensământului populației din 2004:
| Grup etnic                                               | Populație | % Procentaj  |
| -------------------------------------------------------- | --------- | ------------ |
| Băștinași declarați Moldoveni Băștinași declarați Români | 2217 20   | 97,36% 0,88% |
| Ruși                                                     | 17        | 0,75%        |
| Ucraineni                                                | 14        | 0,61%        |
| Bulgari                                                  | 5         | 0,22%        |
| Găgăuzi                                                  | 4         | 0,18%        |
| Total                                                    | 2277      |              |

## Administrație și politică
Componența Consiliului local Săiți (11 consilieri), ales la 5 noiembrie 2023, este următoarea:
|  | Partid                                 | Consilieri | Componență | Componență | Componență | Componență | Componență |
|  | -------------------------------------- | ---------- | ---------- | ---------- | ---------- | ---------- | ---------- |
|  | Partidul Acțiune și Solidaritate       | 5          |            |            |            |            |            |
|  | Partidul Social Democrat European      | 5          |            |            |            |            |            |
|  | Candidat independent VLADIMIR MUSTEAȚĂ | 1          |            |            |            |            |            |